# Сэвидж, Остин
Дэвид Остин Сэвидж (англ. David Austin Savage; 15 февраля 1940, Сент-Асаф, Денбишир — 1 мая 2024) — валлийский и британский хоккеист на траве, вратарь. Участник летних Олимпийских игр 1972 года.

## Биография
Дэвид Сэвидж родился 15 февраля 1940 года в британском городе Сент-Асаф.
Играл в хоккей на траве за «Окстон».
В 1961—1981 годах выступал за сборные Уэльса и Великобритании. Был первым вратарём, сыгравшим 100 матчей за сборную Уэльса.
В 1972 году вошёл в состав сборной Великобритании по хоккею на траве на летних Олимпийских играх в Мюнхене, занявшей 6-е место. Играл на позиции вратаря, провёл 3 матча, пропустил 2 мяча от сборной Новой Зеландии.

## Семья
Сыновья Гвин и Хью Сэвиджи основали хоккейный клуб «Стикс» в Канзас-Сити в штате Канзас.